# Озименки
Озименки — багатошарове поселення від новокам'яної доби до ранньої залізної доби (2-га половина 4-го — 1-е тисячоріччя до Р. Х.). Селище є частиною археологічного комплексу Красний Восток-Казбек. Розташоване за 400 м на північний захід від сільця Красний Восток Наровчатського району, у правобережній заплаві річки Мокша.

## Дослідження
Поселення досліджувалося Б. С. Жуковим у 1926 році, Марією Фосс у 1951 році, М. Р. Полєсських у 1964 році, В. П. Третьяковим у 1979 році та В. В. Ставицьким у 1987-88 роках.

## Шар новокам'яної доби
Найдавніші матеріали поселення відносяться до балахнинської культури розвинутої новокам'яної доби (3500-3000 роки до Р. Х.).

## Енеолітичні й бронзоводобові шари
На поселенні представлені всі основні археологічні культури енеоліту й бронзової доби, що були на території Пензенської області:
- волосівська культура 3000-1800 років до Р. Х.;
- імеркська культура 3000-2000 років до Р. Х.;
- балановська культура 1750—1250 років до Р. Х.; зруйноване балановське поховання, на якому виявлено череп, фрагменти двох посудин й свердлену кам'яну сокиру;
- зрубна культура 1750—1250 років до Р. Х.; розкопана напівземлянка культури;
- поздняковська культура 1500—1000 років до Р. Х..

## Залізнодобовий шар
Городецька культура ранньої залізної доби 1-го тисячоріччя до Р. Х.. Виявлена городецька землянка глибиною близько 1,5 м.